# IC 3297
IC 3297 је појединачна звијезда у сазвјежђу Береникина коса која се налази на листи објеката дубоког неба у Индекс каталогу.
Деклинација објекта је + 26° 46' 17" а ректасцензија 12h 24m 58,0s.